# Sven Hedin
Sven Anders von Hedin, né le 19 février 1865 à Stockholm et mort le 26 novembre 1952 dans la même ville, est un géographe, topographe, explorateur et photographe suédois, auteur de récits de voyage et illustrateur de ses propres ouvrages. Au nombre de ses réalisations, figurent la production des premières cartes détaillées de vastes parties du Pamir, du désert du Taklamakan, du Tibet, de l'ancienne route de la Soie, et des Himalayas. Il semble avoir été le premier explorateur à se rendre compte que les Himalayas constituent une seule étendue de montagne.
Il effectue de nombreux voyages en Asie centrale et publie des récits de ses explorations. Il est l'introducteur du terme Yardang en géomorphologie.
Vers la fin de sa vie, il entretient des relations scientifiques avec Hitler et le pouvoir nazi, qu'il utilise également pour tenter de protéger plusieurs savants allemands.

## Biographie

### Études
Entre 1886 et 1892, il étudie la géologie, la minéralogie, la zoologie et le latin à l'université de Stockholm, l'université d'Uppsala, l'université Frédéric-Guillaume de Berlin et l'université Martin-Luther de Halle-Wittemberg. Il est l'étudiant de Ferdinand von Richthofen, géographe et géologue allemand.

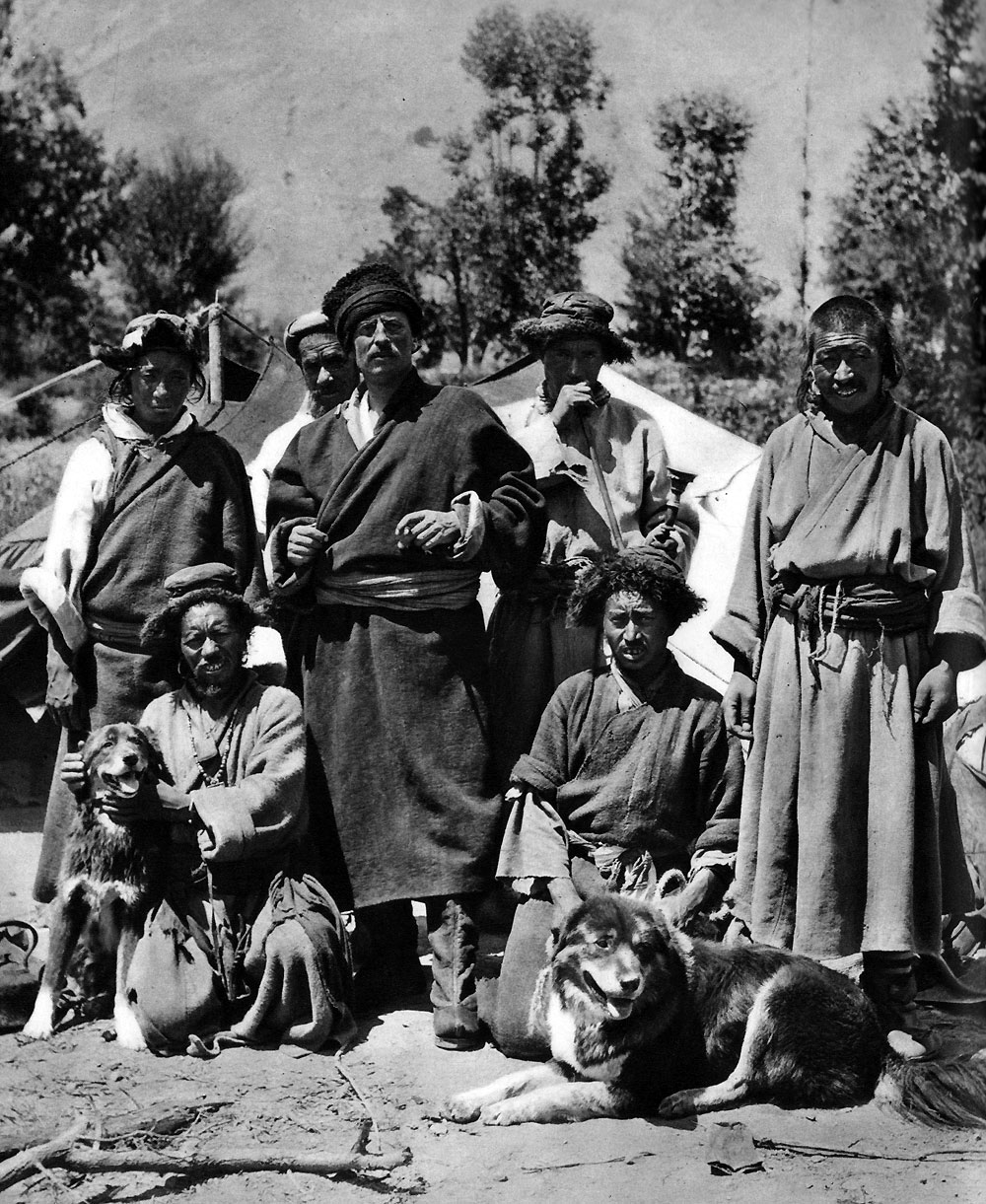
Sven Hedin au Tibet vers 1907.

### Expéditions
Vers vingt ans, il se rend à Téhéran et Bagdad, parcourt 3 000 kilomètres de déserts et vit en compagnie des indigènes. En 1892, il retourne en Perse, chargé par le roi de Suède, Oscar II, de remettre l'ordre des Séraphins à Nasseredin Shah, le Shah d'Iran.[réf. nécessaire]
Entre l'obtention de ses diplômes, en 1892, et 1935, Hedin mène plusieurs expéditions en Asie centrale. De petite stature, d'apparence studieuse et chaussé de lunettes, il s'avère néanmoins un explorateur résolu, ayant à plusieurs reprises frôlé la mort en affrontant forces et éléments hostiles, tout au long de sa carrière.
Il est aussi le premier à mettre au jour les ruines de villes bouddhistes anciennes en Asie centrale chinoise. Parti de Yarkand fin 1899, il rencontre le 16 décembre, après 80 jours de navigation sur le fleuve Tarim, l'explorateur français Charles-Eudes Bonin qui venait de l'oasis de Dunhuang. En mars 1901, il découvre la ville de garnison chinoise du IIIe siècle (dynastie Han) de Loulan (Lou-lan), dans le Takla-Makan. Beaucoup de manuscrits exhumés par ses soins à Loulan se sont révélés de grande importance historique. Bien que son intérêt principal en archéologie soit de trouver des villes anciennes, il n'est pas intéressé par des fouilles minutieuses. La plupart des trésors des ruines ont été recueillis plus tard par les expéditions britanniques, et sont aujourd'hui conservés par le British Museum.
En 1901, il tente de se rendre à Lhassa, ville alors interdite. Il laisse Abdal, franchit l'Arka-tag aux tourmentes glaciales et enneigé, passant par des pentes raides, des défilés, le long de lacs et torrents. Sa caravane composée de chameaux s'enlise dans la boue produite par la pluie sur la neige. Son expédition passe ensuite par les pâturages proches des monts Dang-la où il campe. Il arrive près de Lhassa déguisé en Mongol et accompagné d'un lama mongol et d'un cosaque bouriate. Repéré par des chasseurs tibétains, il est signalé comme se dirigeant vers le Sud. Neuf jours plus tard, en atteignant le Tengri-Nor, il est arrêté à la tombée de la nuit par des guerriers tibétains. Étroitement surveillé, il reçoit la visite du bombo, gouverneur de Naktchoun. Par ordre du dalaï-lama, ils sont traités avec égards mais sont reconduits sous escorte à leur caravane le 21 août.
En septembre, il tente de nouveau d'atteindre Lhassa, mais arrêté par une troupe d'environ 500 cavaliers tibétains, il est contraint de rebrousser chemin. Il se rend alors au Ladakh en notant le parcours et atteint Leh le 21 décembre 1901. Il passe ensuite par l'Inde puis Karakoroum pour rejoindre le Turkestan (Xinjiang), passe par Chahidoulla (en) et Kargalik et arrive à Kachgar le 14 mai 1902.
Durant ce périple, il remplit 1149 feuilles, notant la flore, la faune, la géologie, la géographie, la météorologie et l'étude des lacs de ces régions. Il est le premier à réaliser la carte de grandes parties du pays de montagne tibétain et à superviser la cartographie et la recherche météorologique au Turkestan oriental et en Mongolie.
Hedin est l'un des premiers explorateurs scientifiques européens à employer, dans ses expéditions, des savants et des assistants de recherche indigènes, les traitant à égalité avec ses collègues européens selon leur responsabilité et leur expérience. Toujours plein de curiosité, il continue ses expéditions asiatiques jusque durant ses années de retraite, bravant les guerres et les conflits, nombreux sur la route en Chine et en Asie centrale. Cependant, comme Nikolai Przhevalsky avant lui, Hedin n'a jamais atteint son objectif ultime : la ville alors interdite de Lhassa.
Durant l'été 1952, Heinrich Harrer a l'occasion de revoir, à Stockholm, Sven Hedin, qui l'a invité pour son 87e anniversaire, peu de temps avant sa mort. Au cours de ses études, Harrer l'avait rencontré à Graz, où Sven Hedin donnait une conférence. L'admiration qu'il lui vouait se transforma en amitié comme en témoigne une correspondance active entre Lhassa et Stockholm. « Vous avez atteint la ville de mes rêves... », lui écrit l'explorateur, qui avait été contraint de mettre un terme à son expédition de 1907 à Shigatsé.

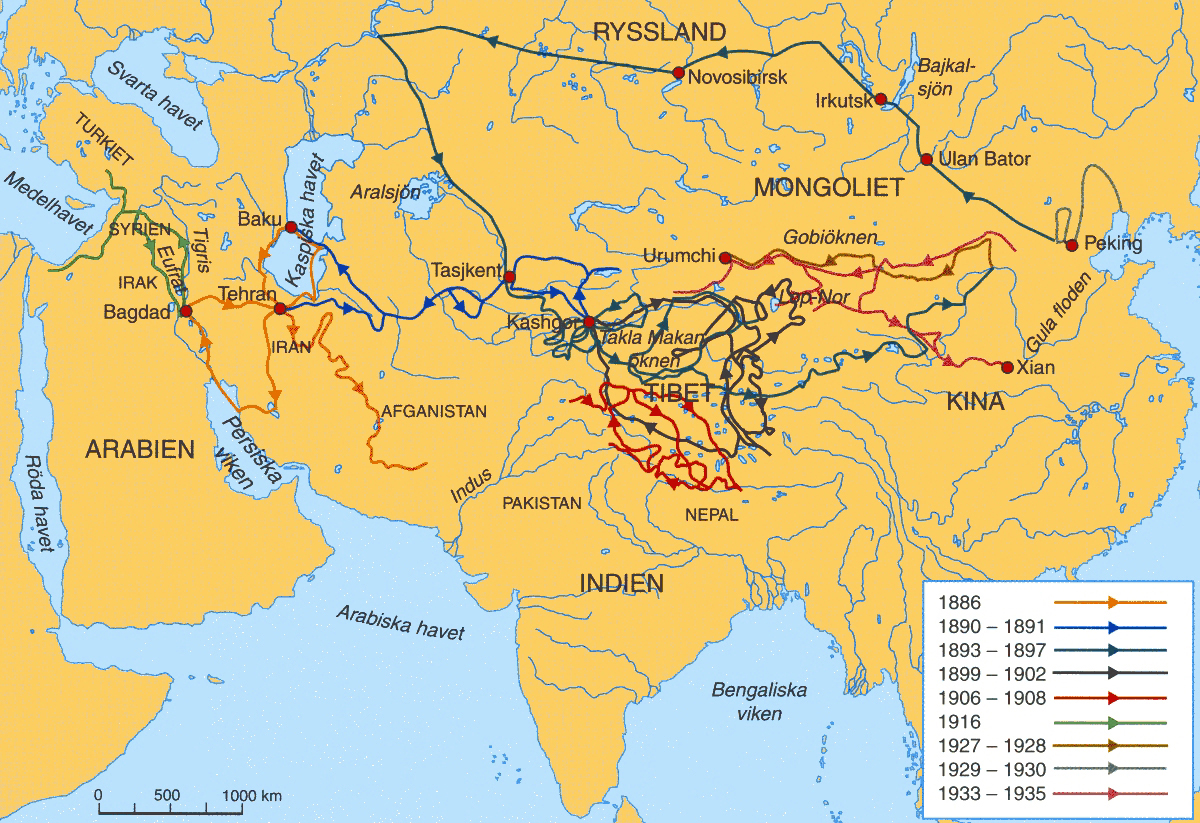
Expéditions d'exploration de Sven Hedin de 1886 à 1935.

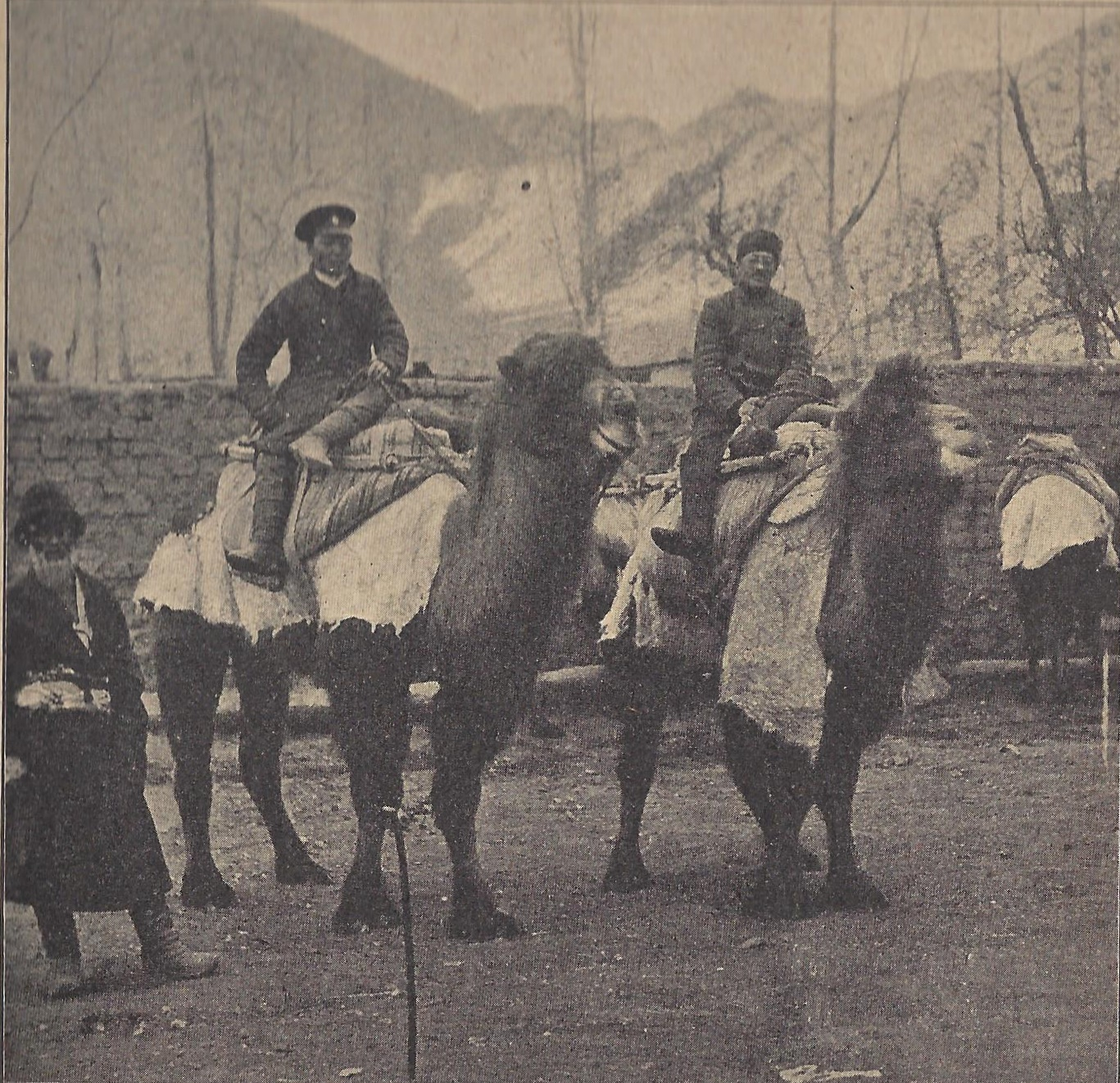
Sven Hedin sur un chameau, en compagnie d'un cosaque bouriate et d'un lama mongol pendant son expédition au Tibet.

## Rapports avec l'Allemagne
En 1914-1915, Sven Hedin est correspondant de guerre, écrivant des reportages pro-allemands depuis les fronts de l'Ouest et de l'Est, ce qui lui vaut d'être rayé de la liste des membres de la Société géographique royale britannique.
Selon l'écrivain britannique Christopher Hale, Sven Hedin se prend à détester l'empire britannique en même temps que grandit la vénération qu'il éprouve pour l'Allemagne, surtout après 1933. Il devient le défenseur tenace et impénitent du Troisième Reich. En 1936, il ouvre les Jeux olympiques à Berlin aux côtés de Hitler bien que son arrière grand-père allemand ait été rabbin.

### Collaboration avec les nationaux-socialistes
Sven Hedin rencontre Adolf Hitler et d'autres dirigeants nazis et entretient une correspondance régulière avec eux. La correspondance poliment tournée concernait des questions d'ordre du jour, des félicitations d'anniversaire, des publications à venir ou existantes de Sven Hedin, et des demandes de grâce pour des condamnés à mort, de clémence, de libération et de permission de sortir du pays, pour des personnes incarcérées en prison ou dans les camps de concentration. Par sa correspondance avec Joseph Goebbels et Hans Dräger, Sven Edin peut obtenir l'impression année après année des Herrnhuter Losungen (« slogans quotidiens ») de l'Église morave.
Les nazis essayent de frayer avec Sven Hedin en lui accordant des récompenses. Ils lui demandent de faire un discours sur « le Sport comme professeur » à l'ouverture des Jeux olympiques d'été de 1936 à Berlin, ce qu'il fait. Ils le font membre honoraire de « l'Union germano-suédoise de Berlin » (Deutsch-Schwedischen Vereinigung Berlin e.V.). En 1938, ils lui décernent « l'Insigne d'honneur » de la ville de Berlin (Ehrenplakette der Stadt Berlin). Pour son 75e anniversaire, le 19 février 1940, ils lui attribuent l'Ordre de l'Aigle allemand (Großkreuz des Deutschen Adlerordens) ; peu de temps avant, cette distinction avait été décernée à Henry Ford et à Charles Lindbergh. Le jour de l'an 1943, ils relâchent le professeur de philologie et recteur d'université d'Oslo, Didrik Arup Seip, du camp de concentration de Sachsenhausen, à la demande de Sven Hedin dans le but d'obtenir qu'Hedin accepte des honneurs supplémentaires lors du 470e anniversaire de l'Université de Munich. Le 15 janvier 1943, il reçoit la Médaille d'or de l'Académie bavaroise de sciences (Goldmedaille der Bayerischen Akademie der Wissenschaften). Le 16 janvier 1943, il reçoit un doctorat honoris causa de la Faculté des sciences naturelles de l'Université de Munich. Le même jour, en son absence, les nazis fondent, au château de Mittersill, l'Institut Sven Hedin pour la recherche en Asie centrale, qui est censé promouvoir à long terme la recherche basée sur l'héritage scientifique de Sven Hedin et de Wilhelm Filchner comme experts de l'Asie. Cependant, il est plutôt employé de façon impropre par Heinrich Himmler comme institut de l'« Association de recherche sur l'héritage généalogique allemand » (Forschungsgemeinschaft Deutsches Ahnenerbe e.V.). Le 21 janvier 1943, on lui demande de signer le « Livre d'or de la ville de Munich ».

### Critiques concernant le national-socialisme

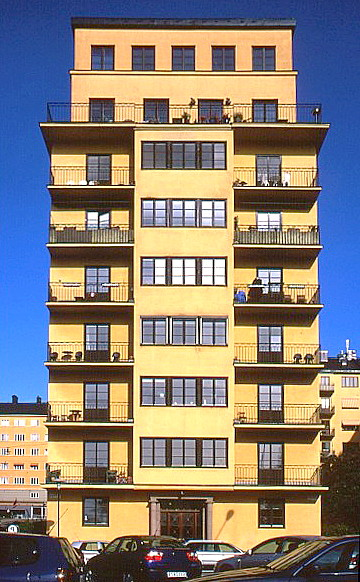
Sven Hedin et sa famille occupèrent les trois derniers étages de cet immeuble à Stockholm (Norr Mälarstrand 66), de 1935 à sa mort en 1952.

Selon Johannes Paul, une bonne partie de ce que faisaient les nazis au début de leur règne, avait l'assentiment de Sven Hedin. Celui-ci n'hésitait pas cependant à se montrer critique à leur égard dans des affaires telles que les persécutions contre les juifs, les conflits avec l'Église et les obstacles mis à la liberté des savants.
En 1937, Sven Hedin renonce à publier son livre Deutschland und der Weltfrieden en Allemagne parce que le ministère de l'information populaire et de la propagande (Reichsministerium für Volksaufklärung und Propaganda) exige la suppression de passages critiques à l'égard du nazisme, notamment « l'éviction, de leurs postes, de professeurs juifs éminents ayant rendu de grands services à l'humanité » selon les termes employés par Hedin dans une lettre écrite au secrétaire d'État Walther Funk, datée du 16 avril 1937.

### Actions pour la libération de déportés
Après le refus d'Hedin de retirer ses critiques de son livre Deutschland und der Weltfrieden, les nazis, en 1938, confisquent les passeports d'un ami juif de Hedin, Alfred Philippson, et de sa famille pour empêcher leur départ volontaire aux États-Unis et les retenir en Allemagne dans le cadre d'un marchandage avec Hedin. Du coup, celui-ci s'exprime plus favorablement dans son livre Fünfzig Jahre Deutschland, se pliant à la censure du ministère de l'Information populaire et de la propagande, et publiant le livre en Allemagne.
Le 8 juin 1942, les nazis augmentent la pression sur Hedin en envoyant Philippson et sa famille au camp de concentration de Theresienstadt. Ils forcent ainsi Hedin à écrire son livre Amerika im Kampf der Kontinente, en collaboration avec le ministère de l'information populaire et de la propagande, et à le publier en Allemagne en 1942. En retour, les nazis classent Alfred Philippson comme « non éminent » et lui accordent ainsi qu'à sa famille des faveurs qui leur permettent de survivre. Dans une lettre du 29 mai 1946, Philippson, à présent libéré, exprime à Hedin sa gratitude d'avoir permis à sa famille de « survivre aux trois années d'incarcération et de famine » à Theresienstadt. Dans sa réponse, en date du 19 juillet 1946, Hedin évoque son action, avec ses succès et échecs, en faveur de plus de cent Juifs déportés en Pologne et de quelques Norvégiens et de l'aide qu'il reçut du Dr. Paul Grassmann, attaché de presse auprès de l'ambassade allemande à Stockholm.
Sven Hedin soutint par ailleurs la cause de l'auteur norvégien Arnulf Øverland et du professeur de philologie et recteur de l'université d'Oslo Didrik Arup Seip, l'un et l'autre internés au camp de concentration de Sachsenhausen. Didrik Arup Seip fut libéré, mais pas Arnulf Overland (qui néanmoins survécut).

### Actions pour obtenir la grâce de condamnés à mort
Après la condamnation à mort pour espionnage par le plus haut tribunal militaire allemand (Reichskriegsgericht) à Berlin, de dix Norvégiens le 24 février 1941, Sven Hedin fait appel, par l'intermédiaire du général colonel Nikolaus von Falkenhorst, à Adolf Hitler. Leur peine de mort est commuée le 17 juin 1941 en dix ans de travaux forcés. Sept autres Norvégiens, qui avaient été condamnés aux travaux forcés, voient leur peine réduite.
Quand Nikolaus von Falkenhorst est condamné à mort par un tribunal militaire anglais le 2 août 1946 à cause de sa responsabilité dans la mort de membres d'un commando britannique, Sven Hedin peut obtenir sa grâce en faisant valoir que Nikolaus von Falkenhorst s'était efforcé de gracier de la même manière les dix Norvégiens qui avaient été condamnés à mort. Le 5 décembre 1946, sa peine est commuée par le tribunal militaire anglais en 20 ans d'incarcération.
Dans ses dernières années, Hedin publie un livre de mémoires sur ses actions diplomatiques en temps de guerre, sans une once de remords.

## Récompenses
En 1902, il fut le dernier Suédois à être élevé à la noblesse non titrée.
Il devint membre de l'Académie suédoise en 1913.
- Chevalier de l'ordre de Vasa
- Commandeur première classe de l'ordre royal de l'Étoile polaire (1909)

## Publications
Ouvrages traduits en français
- Trois ans de luttes aux déserts d'Asie (traduit par Charles Rabot), Hachette, 1899, 279 p.
- Le Tibet dévoilé, Hachette, 1910.
- Dans les sables du Taklamakan, publié par Nicolas Chaudun, 2011 (diffusion Acte Sud).

Ouvrages scientifiques
- Die geographisch-wissenschaftlichen Ergebnisse meiner Reisen in Zentralasien 1894–97. Volume supplémentaire No 28 de Petermanns Mitteilungen. Gotha, 1900.
- Scientific results of a journey in Central-Asia. 10 Text- und 2 Atlasbände. Stockholm, 1904–1907.
- Southern Tibet. 11 Text- und 3 Atlasbände. Stockholm, 1917-1922.
- Série Reports from the scientific expedition to the north-western provinces of China under the leadership of Dr. Sven Hedin. The Sino-Swedish expedition. mit bisher über 50 Bänden, enthält Primär- und Sekundärliteratur. Stockholm 1937ff.
- Central Asia atlas. Maps, Statens etnografiska museum. Stockholm 1966. (publié dans la série Reports from the scientific expedition to the north-western provinces of China under the leadership of Dr. Sven Hedin. The sino-swedish expedition; Ausgabe 47. 1. Geography; 1).
- Eine Routenaufnahme durch Ostpersien. 2 Textbände + 1 Kartenmappe, 1918-1927.

Ouvrage biographique
- Verwehte Spuren. Orientfahrten des Reise-Bengt und anderer Reisenden im 17. Jahrhundert, Leipzig, 1923.

Ouvrages de vulgarisation
- Durch Asiens Wüsten. Drei Jahre auf neuen Wegen in Pamir, Lop-nor, Tibet und China, 2 Bände, Leipzig, 1899; neue Ausgabe Wiesbaden, 1981.
- Im Herzen von Asien. Zehntausend Kilometer auf unbekannten Pfaden, 2 Bände, Leipzig, 1903.
- Abenteuer in Tibet, Leipzig 1904; neue Ausgabe Wiesbaden, 1980.
- Transhimalaja. Entdeckungen und Abenteuer in Tibet, 3 Bände, Leipzig, 1909-1912; neue Ausgabe Wiesbaden, 1985.
- Zu Land nach Indien durch Persien. Seistan und Belutschistan, 2 Bände, Leipzig, 1910.
- Von Pol zu Pol, 3 Bände, Leipzig, 1911-1912 ; neue Ausgabe Wiesbaden, 1980.
- Bagdad - Babylon - Ninive, Leipzig, 1918.
- Jerusalem, Leipzig, 1918.
- General Prschewalskij in Innerasien, Leipzig, 1922.
- Meine erste Reise, Leipzig, 1922.
- An der Schwelle Innerasiens, Leipzig, 1923.
- Mount Everest, Leipzig, 1923.
- Persien und Mesopotamien, zwei asiatische Probleme, Leipzig, 1923.
- Von Peking nach Moskau, Leipzig, 1924.
- Gran Canon. Mein Besuch im amerikanischen Wunderland, Leipzig, 1926.
- Auf großer Fahrt. Meine Expedition mit Schweden, Deutschen und Chinesen durch die Wüste Gobi 1927- 1928, Leipzig, 1929.
- Rätsel der Gobi. Die Fortsetzung der Großen Fahrt durch Innerasien in den Jahren 1928-1930, Leipzig, 1931.
- Jehol, die Kaiserstadt, Leipzig, 1932.
- Die Flucht des Großen Pferdes, Leipzig, 1935. (Auszug bearbeitet durch Ehrhard Rühle, Verlag Brockhaus, Wiesbaden, 1959)
- Die Seidenstraße, Leipzig, 1936.
- Der wandernde See, Leipzig, 1937.

Ouvrages politiques
- Ein Warnungsruf, Leipzig, 1912.
- Ein Volk in Waffen, Leipzig, 1915.
- Nach Osten!, Leipzig, 1916.
- Deutschland und der Weltfriede, Leipzig 1937 (l'édition originelle en allemand fut imprimée mais non publiée, il n'y eut que cinq exemplaires de reliés, dont un en possession des éditions F. A. Brockhaus Verlages, Wiesbaden).
- Fünfzig Jahre Deutschland, Leipzig, 1938, 1. Auflage, F. A. Brockhaus.
- Amerika im Kampf der Kontinente, Leipzig, 1942. Traduction française :
- L'Amérique dans la lutte des continents, Paris, éd. Balzac, 1943.

Ouvrages autobiographiques
- Mein Leben als Entdecker, Leipzig, 1926.
- Eroberungszüge in Tibet, Leipzig, 1940.
- Ohne Auftrag in Berlin, Buenos Aires 1949; Tübingen-Stuttgart, 1950.
- Große Männer, denen ich begegnete, 2 Bände, Wiesbaden, 1951.
- Meine Hunde in Asien, Wiesbaden, 1953.
- Mein Leben als Zeichner, publié par Gösta Montell à l'occasion du centenaire de Hedin à Wiesbaden en 1965.

Fiction
- Tsangpo Lamas Wallfahrt, 2 Bände, Leipzig, 1921-1923.

## Botanique
Une abréviation standard lui est attribuée. Ses travaux sont cités notamment en bryologie.